# Anton Ulrich, Duce de Saxa-Meiningen
Anton Ulrich, Duce de Saxa-Meiningen (22 octombrie 1687 – 27 ianuarie 1763), a fost Duce de Saxa-Meiningen.

## Biografie
A fost al doilea fiu însă primul fiu care a supraviețuit (în ordinea nașterii a fost al optulea) al lui Bernhard I, Duce de Saxa-Meiningen și a celei de-a doua soții, Elisabeta Eleonore de Brünswick-Wolfenbüttel. Când tatăl său a murit în 1706, potrivit dorinței lui, Anton Ulrich a moștenit ducatul de Saxa-Meiningen împreună cu doi frați mai mari vitregi, Ernst Ludwig I și Friedrich Wilhelm.
Dar, la scurt timp, Ernst Ludwig a semnat un contract între el și frații lui, și aceștia au fost obligați să lase tot controlul ducatului în mâinile sale. Fără nici o putere în ducatul său, Anton Ulrich a decis să călătorească în Țările de Jos.
Când Ernst Ludwig a murit (în 1724), Anton Ulrich și Frederic Wilhelm au preluat din nou guvernarea ducatului ca regenți ai nepoților lor până în 1733. În acest timp, Anton Ulrich a fost doar regent nominal, pentru că el a decis să trăiască împreună cu familia sa morganatică.
Decesul fratelui său vitreg și a nepoților (1724-1743) a făcut din el următorul în linie la succesiunea ducatului de Saxa-Meiningen. Soția lui, Filipine, a murit în 1744, cu doar câteva săptămâni înainte de a se face publică o declarație care elimina copiii ei din succesiunea ducatului de Saxa-Meiningen. La 10 martie 1746, Anton Ulrich a preluat controlul deplin al ducatului după moartea fratelui vitreg, Frederic Wilhelm.
Imediat după ce a devenit Duce de Saxa-Meiningen, Anton Ulrich a părăsit Meiningen și și-a stabilit reședința oficială la Frankfurt, unde a trăit până la moartea sa.

## Căsătorii
În Olanda, în ianuarie 1711, Anton Ulrich s-a căsătorit în secret cu Philippine Elisabeth Caesar, doamna de onoare a surorii sale favorite, Elisabeth Ernestine. Philippine a fost numită Prințesă (germană Fürstin) în 1727. Cuplul a avut 10 copii, toți numiți Prinț/Prințesă de Saxa-Meiningen (Fürst/Fürstin):
- Prințesa Philippine Antoinette de Saxa-Meiningen (1 august 1712 – 21 ianuarie 1785).
- Prințesa Philippine Elisabeth de Saxa-Meiningen (10 septembrie 1713 – 18 martie 1781).
- Prințesa Philippine Louise de Saxa-Meiningen (10 octombrie 1714 – 25 octombrie 1771).
- Prințesa Philippine Wilhelmine de Saxa-Meiningen (11 octombrie 1715 – 1718).
- Prințul Bernhard Ernst de Saxa-Meiningen (14 decembrie 1716 – 14 iunie 1778).
- Prințesa Antonie Augusta de Saxa-Meiningen (29 decembrie 1717 – 19 septembrie 1768).
- Prințesa Sophie Wilhelmine de Saxa-Meiningen (23 februarie 1719 – 24 noiembrie 1723).
- Prințul Karl Louis de Saxa-Meiningen (30 octombrie 1721 – mai 1727).
- Prințesa Christine Fredericka de Saxa-Meiningen (13 decembrie 1723 – d. tânăr).
- Prințul Frederick Ferdinand de Saxa-Meiningen (12 martie 1725 – 17 iunie 1725).

La Homburg vor der Höhe, la 26 septembrie 1750, Anton Ulrich s-a căsătorit cu Charlotte Amalie de Hesse-Philippsthal, care era cu 43 de ani mai mică decât el. Cuplul a avut opt copii:
- Prințesa Marie Charlotte Amalie Ernestine Wilhelmine Philippine de Saxa-Meiningen (n. Frankfurt, 11 septembrie 1751 – d. Genoa, 25 aprilie 1827); căsătorită la 21 martie 1769 cu Ernest al II-lea, Duce de Saxa-Gotha-Altenburg.
- Prințesa Wilhelmine Louise Christiane de Saxa-Meiningen (n. Frankfurt, 6 august 1752 – d. Kassel, 3 iunie 1805), căsătorită la 18 octombrie 1781 cu Adolph, Landgraf de Hesse-Philippsthal-Barchfeld.
- Prințesa Elisabeta Sofia Wilhelmine Frederica de Saxa-Meiningen (n. Frankfurt, 11 septembrie 1753 – d. Frankfurt, 3 februarie 1754).
- August Frederick Karl Wilhelm, Duce de Saxa-Meiningen (n. Frankfurt, 19 noiembrie 1754 – d. Sonneberg, 21 iulie 1782).
- Prințul Frederick Franz Ernst Ludwig de Saxa-Meiningen (n. Frankfurt, 16 martie 1756 – d. Frankfurt, 25 martie 1761).
- Prințul Frederick Wilhelm de Saxa-Meiningen (n. Frankfurt, 18 mai 1757 – d. Frankfurt, 13 aprilie 1758).
- Georg I Frederick Karl, Duce de Saxa-Meiningen (n. Frankfurt, 4 februarie 1761 – d. Meiningen, 24 decembrie 1803).
- Prințesa Amalie Auguste Caroline Luise de Saxa-Meiningen (n. Frankfurt, 4 martie 1762 – d. Carolath, 28 mai 1798); căsătorită la 10 februarie 1783 cu Heinrich Karl Erdmann de Carolath-Beuthen.

1. 1 2  RKDartists, accesat în 28 ianuarie 2023